# Сен-Поль (округ)
Округ Сен-Поль (фр. Arrondissement de Saint-Paul) — округ у Франції, в департаменті Реюньйон. 2023 року округ об'єднував 5 муніципалітетів, населення становило 211 983 особи.
Адміністративний центр (супрефектура) — Сен-Поль.

## Муніципалітети
Список муніципалітетів округу та їхні коди INSEE:
1. Ла-Поссесьйон (97408)
2. Ле-Пор (97407)
3. Сен-Ле (97413)
4. Сен-Поль (97415)
5. Труа-Бассен (97423)